# Championnat de France de football américain 2020
Navigation
Saison 2019 Saison 2022
Le championnat de France de football américain 2020 est la 39e saison du championnat de France de football américain de Division 1.
Le vainqueur remporte le trophée dénommé Casque de diamant 2020.
Après la troisième journée de compétition, la saison 2020 est initialement reportée jusqu'à la fin du mois de mars à la suite de la pandémie de Covid-190 Néanmoins, le 26 mars 2020, le Bureau Fédéral de la Fédération Française de Football Américain décide d'arrêter définitivement la saison compétitive 2019/2020 pour ses trois disciplines que sont le cheerleading, le flag football et le football américain. De ce fait et pour toutes les divisions, aucun titre n'est décerné et il n'y aura aucune promotion ni aucune relégation en vue de la saison suivante.

## Déroulement du championnat
Les équipes sont réparties en deux conférences géographiques (Nord et Sud). Ces équipes s'affrontent lors de la saison régulière.
Chaque conférence étant composé de 6 équipes, chaque équipe joue dix matches (2 matches aller+retour contre chacune des 5 autres équipes de la conférence).
Les 6 premières équipes à l'issue de la saison régulière s'affrontent en playoff pour désigner le Champion de France 2020.
Après la saison régulière, un tour de wild card est organisé dont sont exemptés les premiers de chaque conférence.
Les gagnants des matchs de wild card rencontrent en demi-finale les champions de conférence et les deux vainqueurs se rencontrent en finale.
Conférence Nord
- Corsaires d'Évry
- Cougars de Saint-Ouen-l'Aumône
- Flash de La Courneuve
- Vikings de Villeneuve-d'Ascq P
- Molosses d'Asnières
- Spartiates d'Amiens

Conférence Sud
- Argonautes d'Aix-en-Provence
- Black Panthers de Thonon
- Blue Stars de Marseille
- Centaures de Grenoble
- Grizzlys Catalans P
- Hurricanes de Montpellier

Légende =  P = Promu de Division 2.